# Gérard D. Khoury
Pour les articles homonymes, voir Khoury.
Gérard D. Khoury (né à Beyrouth le 7 mai 1938 et mort à Aix-en-Provence le 27 octobre 2017) est un historien et romancier libanais de langue française. Ses écrits portent principalement sur la formation de l’État du Liban à l'époque du mandat français.

## Biographie
Gérard Khoury est né dans une famille de commerçants fortunés de Beyrouth. Sur l’état-civil, son patronyme est Doumit el-Khoury, raison pour laquelle il signe ses textes « Gérard D. Khoury ».
Il suit des études en sciences économiques en France. Le psychanalyste Erich Fromm, que Gérard Khoury rencontre à l'âge de 23 ans, contribue à l'ouvrir à de nouveaux horizons,. G. Khoury s'installe en France, où il demeure jusqu'à sa mort. Il est à la tête de l’Office du tourisme du Liban à Paris, de 1966 à 1971.
La guerre du Liban qui commence en 1975 le bouleverse. Il entreprend alors de nouvelles études, en histoire, avec l'objectif d'éclairer les origines de la violence qui se déchaîne dans son pays natal. 

## Travail historiographique
Les recherches de Gérard Khoury portent sur la naissance de l’État du Liban sous le mandat français ; elles sont guidées par un questionnement sur les causes de la guerre du Liban de 1975-1990.

## Ouvrages

### Ouvrages historiques
- Mémoire de l’Aube – Chroniques libanaises 1918 – 1920, Publisud, Paris, 1987[4]
- La France et l'Orient arabe– Naissance du Liban moderne 1914–1920, Armand Colin, 1993[5].
- Une tutelle coloniale – Le mandat français en Syrie et au Liban – Écrits politiques de Robert de Caix, Paris, Belin, 2006, 535 p.[6],[7]
- Louis Massignon au Levant, Écrits politiques (1907-1955) préface d'Henry Laurens, Paris, Albin Michel, (Bibliothèque histoire) 2019, 473 pages[8],[9]

### Fiction
- La Maison absente, éditions Noël Blandin, 1992[10].
- Les carnets d’Urbain de Valsère, coédition Geuthner/Dar An Nahar, 2001[11].

### Traduction
- Gérard D. Khoury a traduit en français l’ouvrage d’Erich Fromm The Revolution of Hope, sous le titre Espoir et Révolution, Stock, Paris, 1970.